# Johann-Jakob Heuscher

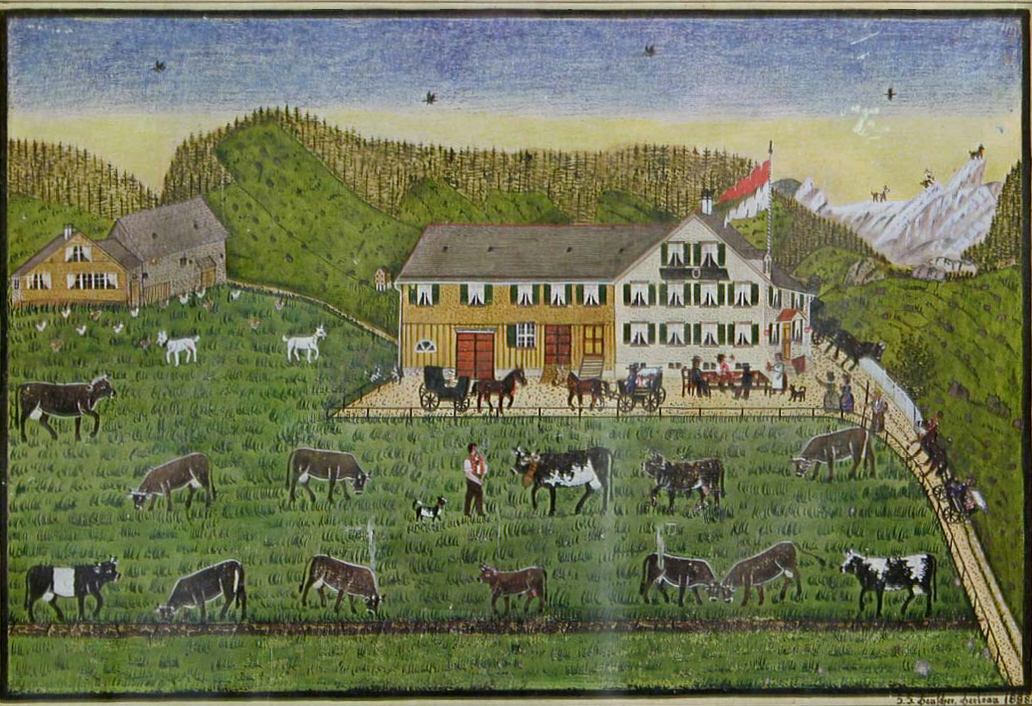
Appenzeller Heimetli mit weidenden Kühen, anni 1890

Johann-Jakob Heuscher (Herisau, 7 aprile 1843 – San Gallo, 20 novembre 1901) è stato un pittore e disegnatore svizzero. Noto per i suoi quadri di case rurali, si distinse tra i pittori contadini suoi contemporanei per la sua originalità e il realismo dei suoi ritratti.

## Biografia
Dopo una formazione quale disegnatore di ricami, a partire dal 1864 fu pittore itinerante di scene di vita sugli alpeggi nell'Appenzello. Su commissione dei proprietari, dipingeva dettagliatamente e in uno stile originale le loro fattorie, realizzando più di 100 opere di questo tipo. Faceva parte dell'ultima generazione di pittori rurali che lavorava esclusivamente per contadini: per ogni lavoro trascorreva due giorni nella fattoria ricevendo vitto, alloggio e un modesto compenso. Continuò comunque a lavorare occasionalmente come locandiere e come disegnatore di modelli di ricami, che vendeva recandosi alla fiera di San Gallo. Fu durante uno di questi viaggi d'affari che morì colpito da un ictus nel 1901.

## Opere

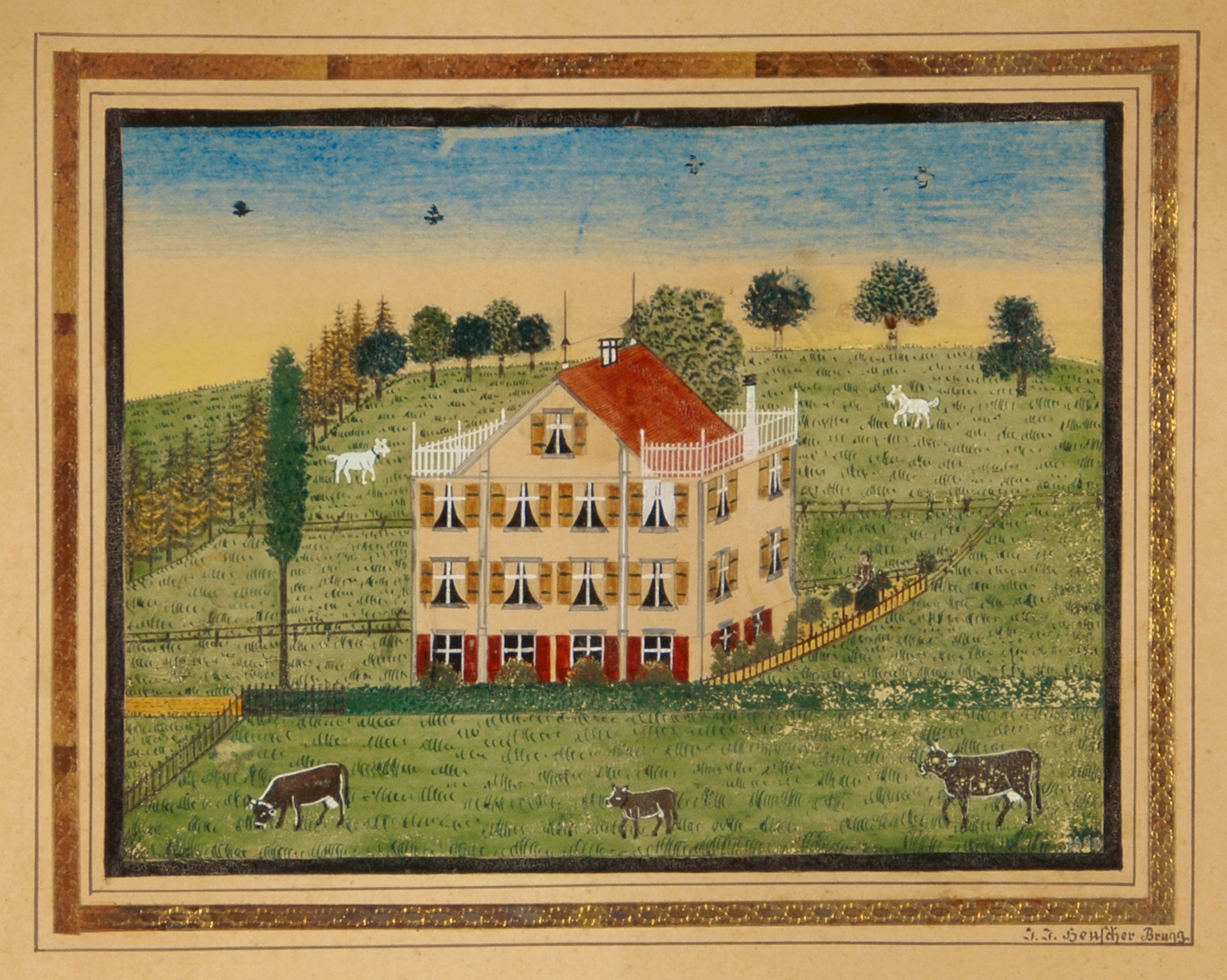
Bauernhaus ("Casa contadina"), 1898. L'incorniciatura con passepartout è tipica di Heuscher

Heuscher è noto per i suoi ritratti di case rurali, locande, e vedute di villaggi. Caratteristica dei suoi disegni è l'incorniciatura da lui realizzata con un passepartout con varie linee e una striscia d'oro o argento in carta goffrata. Altro elemento comune sono gli uccelli neri in volo, ispirati dalle opere di Bartholomäus Lämmler. Vista la sua scarsa familiarità con la vita degli alpigiani, fra le sue opere vi sono poche rappresentazioni alpine, in buona parte basate sui lavori di Johannes Müller e Bartholomäus Lämmler.
Heuscher sviluppò una tecnica personale caratterizzata dall'uso di sottili strati di colore a olio e della matita blu per il cielo. In alcuni casi utilizzò anche acquarelli smaltati. Le sue opere sono coperte con la lacca, cosa che con il tempo causò l'ossidazione e l'ingiallimento di alcune di esse. Inizialmente i prati e pascoli erano dipinti con un verde petrolio scuro, mentre nelle opere successive vengono utilizzati colori più brillanti: si ipotizza che ciò sia dovuto a problemi di cataratta di Heuscher.
Le opere di Heuscher sono esposte in vari musei svizzeri, tra cui il Museo delle culture di Basilea, il Museo culturale di San Gallo (ex Historische Museum), il Museo di Appenzello, il Museo del folclore dell'Appenzello e il Museo degli usi e costumi dell'Appenzello.